# Zellers
Zellers était la deuxième plus grosse chaîne de magasins à grande surface au Canada, avec 302 points de service partout à travers le pays. Elle se spécialisait dans le commerce à rabais et eut comme principal concurrent Walmart. Les quartiers généraux de Zellers étaient situés à Brampton en Ontario. Zellers a été acquis par HBC en 1978 avant de fermer ses portes en 2013.
Une série d'acquisitions et d'expansions a permis à Zellers d'atteindre son apogée dans les années 1990, avec 350 magasins à travers le pays en 1999. Cependant, la concurrence féroce de Walmart Canada et l'incapacité de s'adapter à l'industrie de la vente au détail de plus en plus volatile ont fait perdre du terrain à Zellers dans les années 2000. Dans le même temps, le nouveau propriétaire de HBC, NRDC Equity Partners (en), se concentrait sur le renforcement et le repositionnement de la chaîne sœur de Zellers, La Baie, avec une orientation haut de gamme et axée sur la mode, et considérait Zellers comme un obstacle au redressement.
En janvier 2011, HBC a annoncé qu'elle vendrait les contrats de location d'un maximum de 220 magasins Zellers à la chaîne américaine Target pour 1,825 milliard de dollars. À son tour, Target a annoncé son intention de convertir bon nombre d'entre eux en emplacements canadiens de Target et de revendre le reste à d'autres parties telles que Walmart Canada, entraînant leur liquidation et leur fermeture éventuelle. Bien que HBC ait conservé 64 établissements Zellers, elle a annoncé le 26 juillet 2012 que tous seraient liquidés et fermés d'ici le 31 mars 2013, en raison de leur manque de rentabilité. Après la fermeture de la chaîne, HBC a transformé trois magasins de marque Zellers en points de liquidation pour La Baie (rebaptisée depuis la Baie d'Hudson), le dernier de ces magasins ayant fermé le 26 janvier 2020.
En août 2021, la marque Zellers a été relancée en tant que boutique éphémère (magasin dans un magasin (en)) exclusivement au magasin de La Baie d'Hudson situé dans le centre commercial Burlington Centre (en).

## Histoire
Le samedi 4 août 1928, Zellers Ltd est née à London, en Ontario. Walter P. Zeller (en), son fondateur, a ouvert son nouveau magasin et son siège social au 176 Dundas Street après avoir travaillé pendant des années pour Metropolitan Stores (en), F.W. Woolworth Company et Kresge's. Ce nouveau magasin devait faire partie d'une chaîne de grands magasins canadiens. Le plan initial était d'ouvrir des magasins à London, St. Catharines, Niagara Falls, Fort William et Saint John, au Nouveau-Brunswick. Le magasin de Londres avait une façade sur rue de 53 pieds (16 m) et une profondeur de 137 pieds (42 m). Il avait un total de 4 000 pieds (1 219 m) carrés d'espace au rez-de-chaussée avec 2 000 pieds (610 m) carrés d'espace de comptoir répartis autour du magasin. Soixante femmes ont été embauchées pour la journée d'ouverture travaillant dans 21 départements différents. En quelques mois, Zellers faisait de si bonnes affaires qu'ils ont été rachetés par la société américaine Schulte-United Ltd. En deux ans, les magasins renommés ont fait faillite. Walter Zeller a rapidement acheté la plupart des magasins Schulte en faillite et a relancé Zellers à la fin de 1931. Le grand magasin Zellers est resté au 176, rue Dundas jusqu'à la fin des années 1980.

### Années 1930-1960: premières années, partenariat avec W.T. Grant

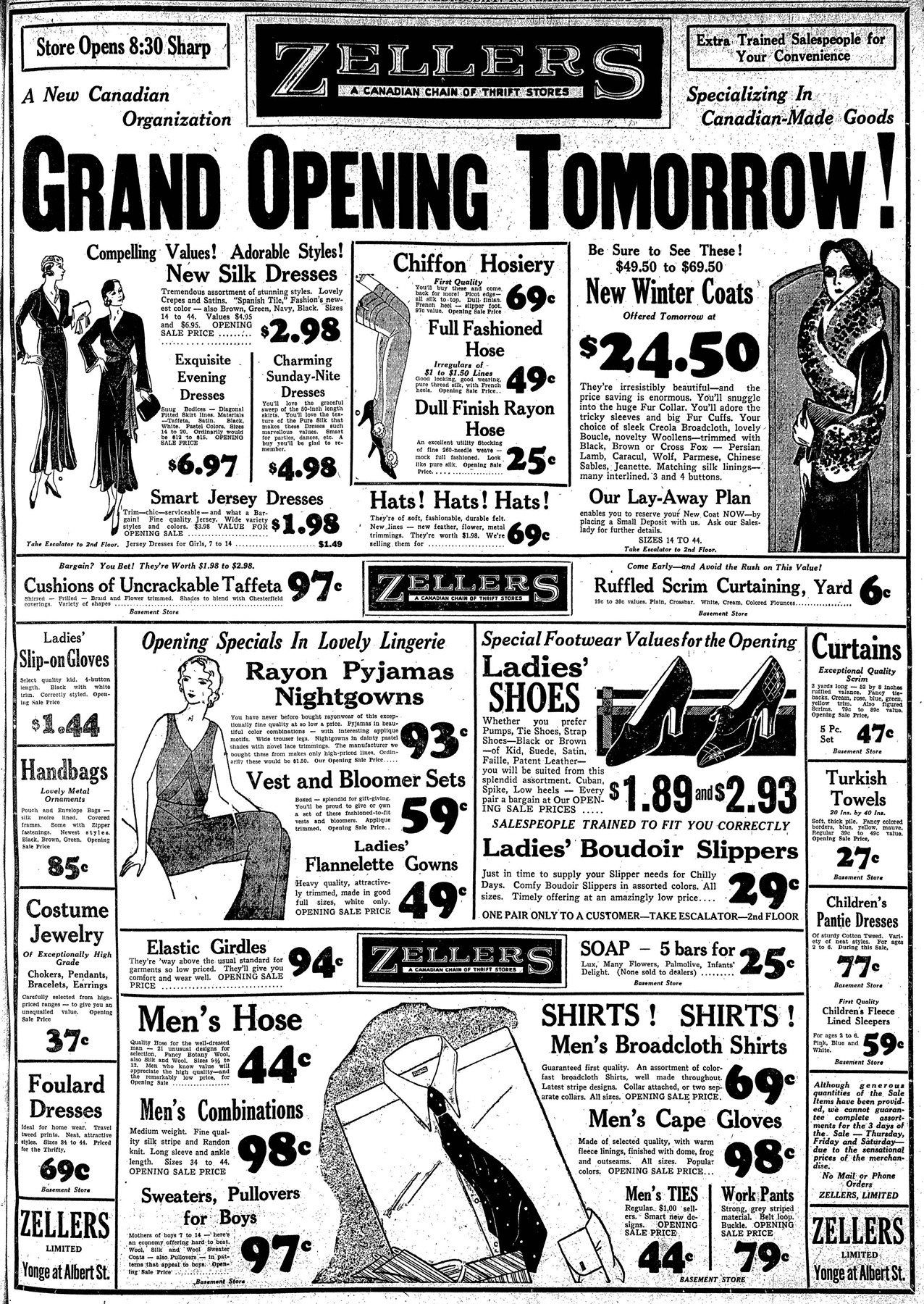
Publicité de Zellers dans le Toronto Star pour son inauguration en 1931 à Toronto. L'emplacement annoncé est devenu plus tard une partie du Toronto Eaton Centre.

L'entreprise a été fondée en 1931 par Walter P. Zeller en tant que magasins pour les Canadiens économes. La chaîne a commencé avec l'achat des quatorze succursales canadiennes du détaillant américain Schulte-United (en), toutes situées dans le sud de l'Ontario. Presque immédiatement, Zellers a lancé une stratégie d'expansion agressive. En 25 ans, Zellers exploitait 60 magasins et employait 3 000 personnes. En 1952, dans le but de s'étendre au Canada atlantique, elle a acquis la chaîne de magasins de variétés Federal Stores, ajoutant plus de 12 nouveaux emplacements Zellers.
Au cours de cette période d'expansion, Zellers a conclu un accord avec W. T. Grant (en), une chaîne similaire de grands magasins de marchandises de masse américains. Cet arrangement a permis à W.T. Grant d'acheter 10 % des actions de Zellers et finalement une participation de 51 % en 1959. En échange, la Grant Company a mis à la disposition de Zellers son expérience en matière de marchandisage, d'immobilier, de développement de magasins et d'administration générale. Les employés de Zellers ont été envoyés dans les magasins Grant et au siège social pour suivre une formation et les deux sociétés ont effectué des voyages d'achat communs en Asie de l'Est. Dans les années 1950, la chaîne a recommencé à ouvrir de nouveaux magasins et, en 1956, a ouvert son premier magasin libre-service au centre commercial Norgate à Saint-Laurent, au Québec. Les magasins ouverts en 1960 ont utilisé de nombreuses innovations, notamment le premier restaurant en magasin, le premier centre automobile et le premier emplacement en banlieue.

### Années 1970-1980: acquisitions de Field et par HBC
Jusqu'en 1973, le détaillant était connu sous le nom de Zeller's (ou Zeller au Québec). Cette année-là, la société a abandonné l'apostrophe de son nom pour devenir Zellers,. En 1975, Zellers a changé son logo pour celui qu'il conservera pendant les 45 dernières années. En 1976, Zellers était devenu une chaîne de 155 magasins, avec des ventes annuelles de 407 millions de dollars.
Bien que Zellers soit prospère, W.T. Grant fait face à une concurrence intense aux États-Unis et est contraint de se retirer entièrement de ses opérations canadiennes. En 1976, Fields (en), un détaillant de vêtements basé à Vancouver, en Colombie-Britannique, a proposé d'acheter une participation de 50,1 % dans Zellers pour 32 675 000 $. Les actionnaires de Zellers, mécontents de l'idée que Zellers devienne une filiale de Fields, ont annulé la prise de contrôle et acheté Fields et sa division de quincaillerie, Marshall Wells (en). Cette vente a ajouté 70 magasins Fields et 162 magasins franchisés Marshall Wells à la société. Président et fondateur de Fields, Joseph Segal a été nommé président de Zellers.
En juin 1978, Zellers a présenté une offre pour acquérir la propriété à 100 % de la Compagnie de la Baie d'Hudson (HBC). La direction de HBC, reconnaissant la rentabilité de Zellers et le potentiel d'entrer dans un nouveau segment de vente au détail, a décidé d'acheter Zellers à la place. Zellers et Fields, opérant dans des segments de vente au détail très différents de HBC, ont été conservés intacts et établis en tant que divisions distinctes de l'entreprise. HBC a acquis la pleine propriété de Zellers and Fields en 1981 et de Marshall Wells en 1982. En 1985, HBC avait vendu Marshall Wells pour 20 millions de dollars, car cela n'avait aucun rapport avec ses activités de grands magasins. Également dans les années 1980, Zellers s'est imposé avec succès comme le plus grand détaillant au Canada[réf. nécessaire]
Les jeux vidéo contrefaits pour l'Atari 2600 ont été fabriqués à Taïwan et vendus par Zellers dans les années 1980, généralement sous de nouveaux noms et illustrations et parfois avec des graphismes modifiés. Tous les jeux étaient des copies piratées de titres créés soit par Atari lui-même, soit par des développeurs tiers, tels qu'Activision. Zellers a finalement été contraint par Atari d'arrêter de vendre ces jeux. Zellers a sorti 18 jeux pour l'Atari 2600 au début des années 1980.

### Années 1990: nouvelles acquisitions
En 1990, la Compagnie de la Baie d'Hudson acquiert les 51 magasins de la chaîne Towers/Bonimart (en) du Groupe Oshawa et convertit la plupart d'entre eux en points de vente Zellers, dont son magasin phare à Toronto. Les publicités de Zellers à l'époque présentaient à la fois la mascotte de Towers, Sparky, et la mascotte de Zellers, Zeddy, marchant bras dessus bras dessous. Pendant cette période, Zellers a utilisé le slogan « Où le prix le plus bas fait loi. ».

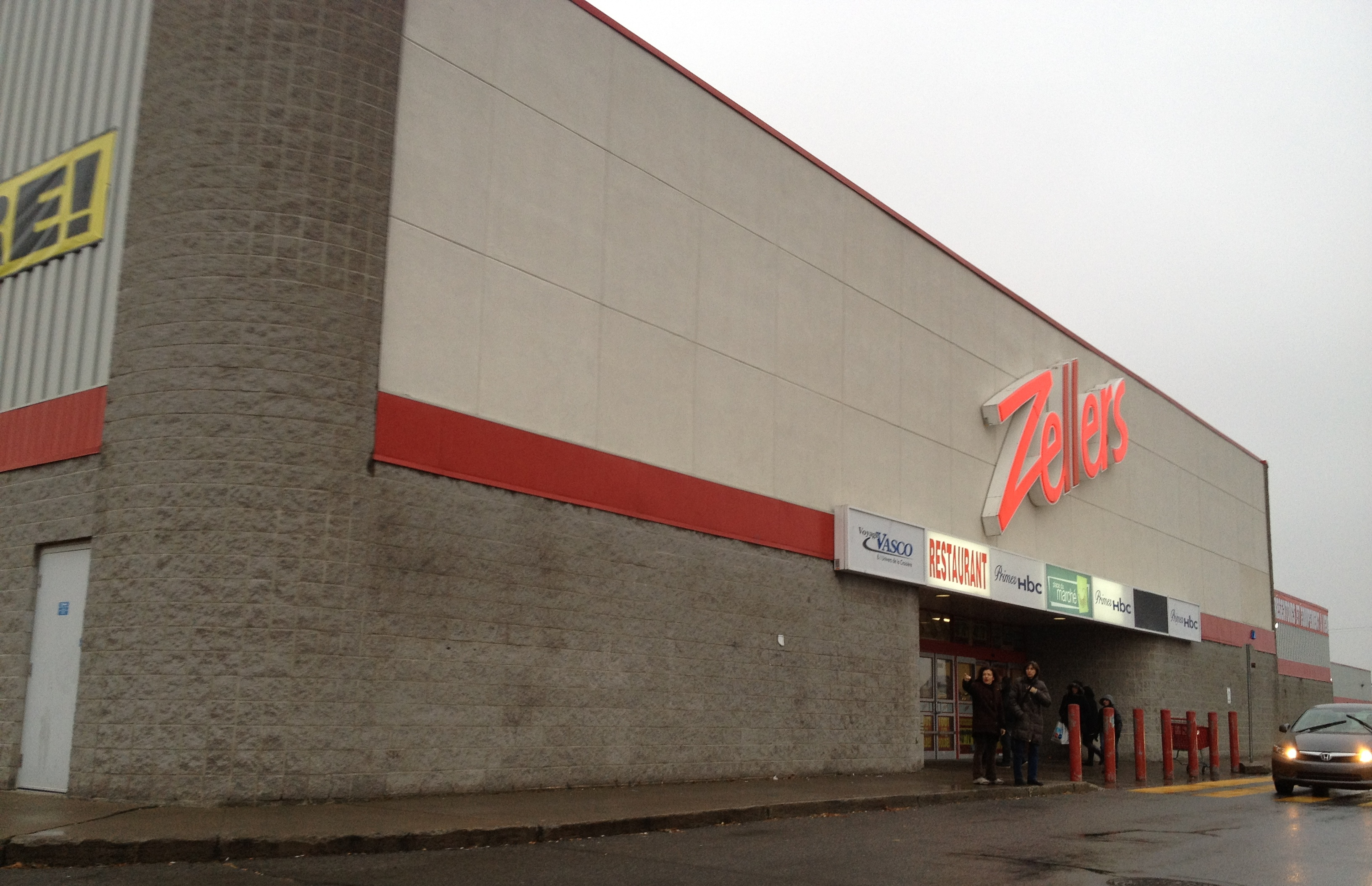
Un magasin de Laval

En 1993, la Compagnie de la Baie d'Hudson a acheté les actifs de la chaîne Woodward's (en) en faillite, dont 21 magasins. Ceux-ci ont été convertis en magasins Zellers et La Baie et ont considérablement élargi la présence de l'entreprise dans l'Ouest canadien. En 1998, la Compagnie de la Baie d'Hudson a acquis la division canadienne de Kmart et l'a fusionnée avec la division Zellers pour créer une chaîne combinée plus importante sous le nom de Zellers. Alors que certains magasins Kmart ont été fermés, de nombreux sites sont devenus des points de vente Zellers à part entière.
En 1996, la Compagnie de la Baie d'Hudson a fermé son siège social de Zellers à Montréal, au Québec, et l'a fusionné avec le siège social de la Compagnie de la Baie d'Hudson au centre-ville de Toronto. En 1998, la Compagnie de la Baie d'Hudson a rétabli son siège social de Zellers à l'ancien siège social de Kmart Canada à Brampton, en Ontario.

### Années 2000: déclin
Le 28 février 2006, la Compagnie de la Baie d'Hudson a été acheté par l'homme d'affaires de Caroline du Sud, Jerry Zucker. Au cours de la dernière année de la Compagnie de la Baie d'Hudson en tant que société cotée en bourse, Zellers comptait 291 magasins et a perdu 107 millions de dollars sur des ventes de 4,2 milliards de dollars.
Mark Foote, qui avait dirigé les marchandises générales chez Loblaw Companies et était président de la division de vente au détail de Canadian Tire Corp, a été nommé président et chef de la direction de Zellers en 2008 et il a été crédité d'avoir stabilisé la chaîne, même si elle luttait toujours contre Walmart Canada.
Après le décès de Zucker en 2008, la Compagnie de la Baie d'Hudson et ses filiales, dont Zellers, sont devenues la propriété d'une société basée à New York, NRDC Equity Partners (en), dirigée par Richard Baker. NRDC est propriétaire de la chaîne de grands magasins de vente au détail haut de gamme Lord & Taylor aux États-Unis. Par la suite, NRDC a investi massivement dans La Baie et a réussi un redressement en le repositionnant en tant que détaillant haut de gamme et avant-gardiste. Cependant, la chaîne Zellers était toujours en difficulté et était considérée comme un frein pour la société mère et son propriétaire américain.

### 2011-2013: acquisitions de baux par Target, liquidations et fermetures

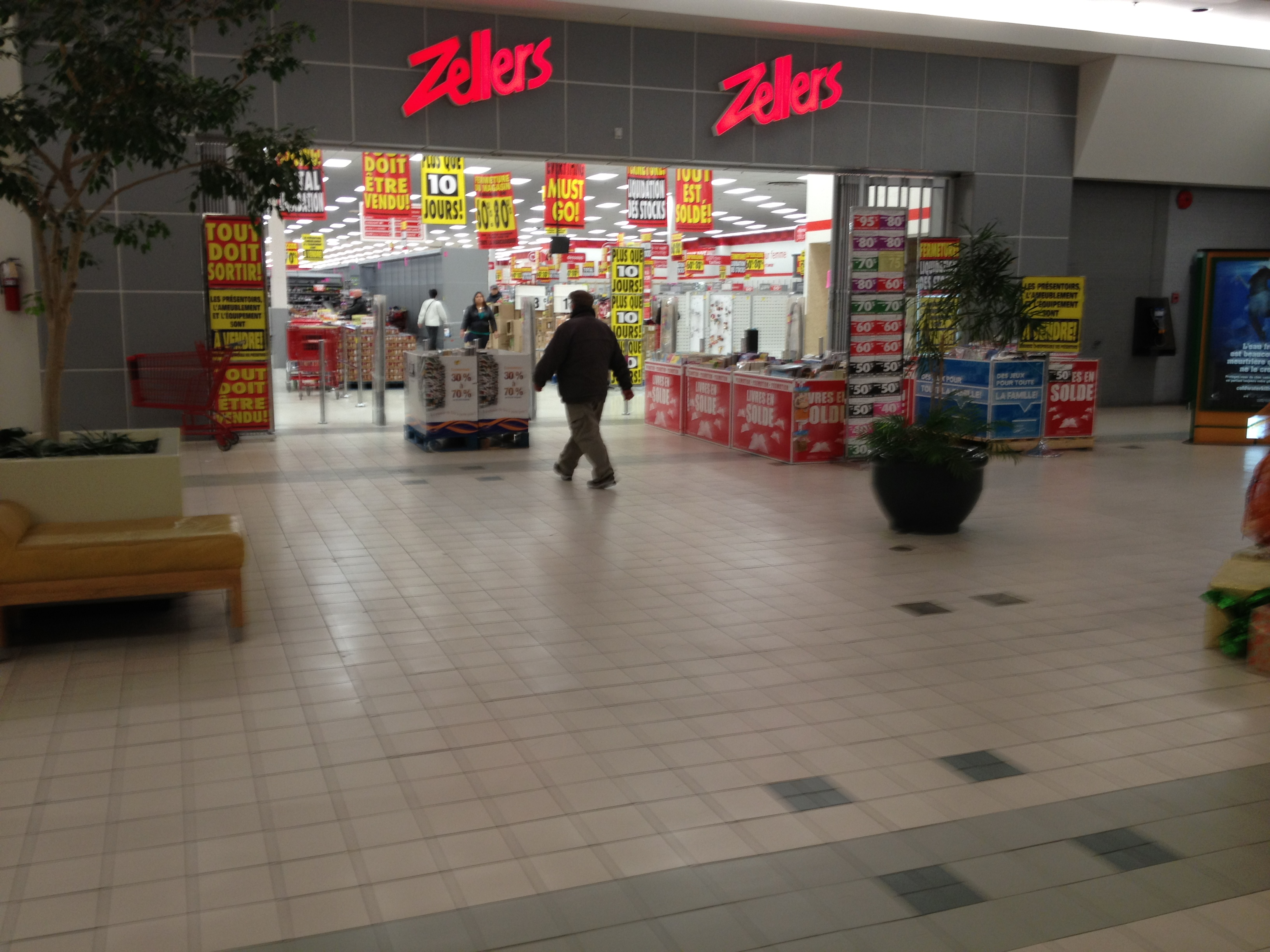
Vente de liquidation de fermeture dans un magasin Zellers à Brossard, Québec

Le 13 janvier 2011, l'acquisition de 220 baux commerciaux de Zellers par le détaillant américain Target Corporation est annoncée pour la somme de 1,825 milliard de dollars canadiens. HBC gardera quelques Zellers dans des communautés précises à travers le Canada. Après l'expansion du nouveau géant, Zellers réduira considérablement sa présence. Plusieurs magasins seront reconvertis en Target, tandis que d'autres fermeront leurs portes ou seront vendus à divers autres détaillants.
Le 26 mai 2011, Tony Fisher, le président de Target Canada, a dévoilé lors d'une conférence de presse à Chicago que 105 sites ont été sélectionnés dans le pays jusqu'à maintenant. La liste des emplacements qui accueilleront la nouvelle bannière sera rendue publique d'ici septembre prochain. Target Canada s'installe dans des locaux temporaires au cours de l'été 2011 en attendant l'ouverture du futur siège social de 180 000 pieds carrés (16 723 m2) au AeroCentre V dès 2012 en banlieue de Toronto, précisément à Mississauga.
Le 25 juin 2011, Walmart signe un contrat pour louer 39 sites de magasins Zellers.
Le 31 mars 2013 marqua la fin de l'histoire de Zellers en tant que chaîne nationale avec la fermeture des derniers magasins du pays. Il ne restait que deux magasins Zellers en Ontario servant de centres de liquidation pour les magasins La Baie et Déco Découverte. Ces derniers ont fermé leurs portes en janvier 2020.

### 2013-2020: liquidateur

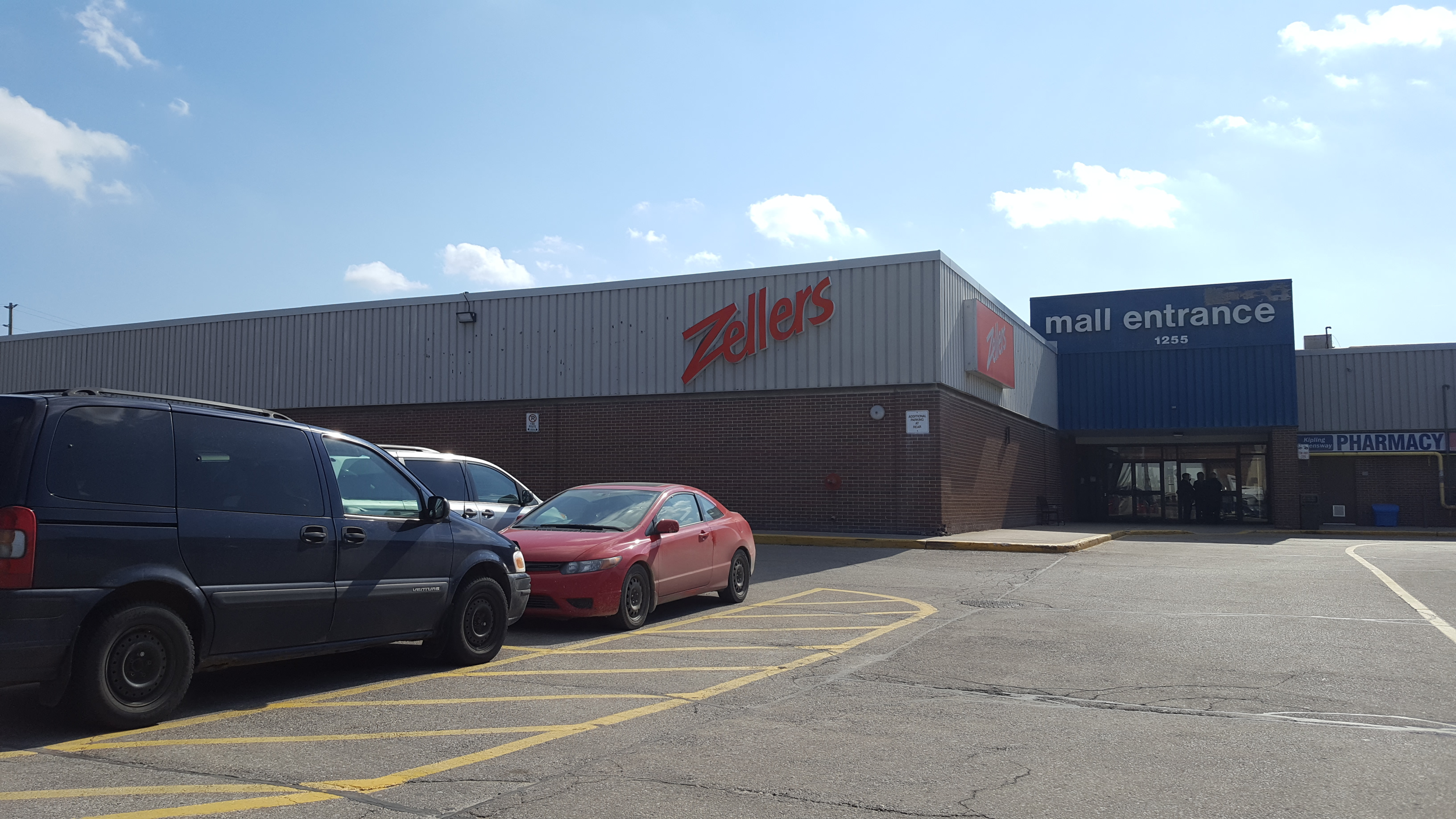
Extérieur du magasin de Kipling Queensway Mall, à Toronto.

En janvier 2013, HBC a révisé sa stratégie et a décidé de garder un total de trois magasins ouverts sous la bannière Zellers après le 31 mars 2013. À l'origine, ceux-ci comprenaient le magasin de la Place Bourassa à Montréal-Nord, au Québec, mais il a fermé au début de 2014. Il a été remplacé par un Zellers précédemment fermé à Nepean, en Ontario, qui a rouvert le 3 avril 2014, maintenant le nombre de magasins à trois. En septembre 2014, le dernier magasin Zellers de l'Ouest canadien situé au centre commercial Semiahmoo à Surrey, en Colombie-Britannique, a été fermé, ne laissant que deux magasins à l'échelle nationale : au Kipling Queensway Mall à Etobicoke, en Ontario et à Bells Corners à Nepean, en Ontario. Les deux sites ont été fermés le 26 janvier 2020.

### 2021-actuellement: relance
En septembre 2021, HBC a relancé la marque Zellers en tant que boutique éphémère dans un grand magasin de La Baie d'Hudson situé dans le centre commercial Burlington Centre (en) en Ontario. Essentiellement un concept de magasin dans un magasin (en), il arbore des bannières suspendues avec le logo Zellers, la palette de couleurs classique des murs peints en rouge et blanc, et des lignes rouges au sol pour délimiter une petite section dans le magasin. Tout en offrant une sélection limitée de produits, y compris des vêtements de marque canadienne, de la literie, des articles ménagers et des jouets, il vise principalement à invoquer une «expérience amusante et nostalgique» selon HBC. En cas de succès, d'autres sites pourraient potentiellement utiliser ce concept à l'avenir.
En 2022, la Compagnie de la Baie d'Hudson affirme qu’elle ouvrira un site web Zellers et étendra la présence de la marque dans certains de ses magasins à travers le pays au début de 2023. Le 18 janvier 2023, HBC publie la liste officielle des 25 points de vente choisis dans 24 villes à travers le pays. Tous ces Zellers seront implantés dans des succursales existantes des magasins La Baie d’Hudson sous la forme d’espaces de vente de 8 000 pieds carrés (743 m2) à 10 000 pieds carrés (929 m2), selon la dimension des succursales, où on retrouvera la marque et le décor des défunts magasins Zellers.

Variation du logo Zellers utilisé lors de la relance de la marque (2022–2025)

L'ouverture des premiers points de vente a lieu le 23 mars 2023 spécifiquement pour ceux en Ontario et en Alberta. L’ouverture des autres points de vente aura lieu le 4 avril 2023 en ce qui concerne les succursales en Colombie-Britannique, au Manitoba, en Nouvelle-Écosse, au Québec ainsi qu'en Saskatchewan.
En juillet 2023, HBC annonce l'ouverture de 21 nouvelles boutiques éphémères à travers le Canada dès le 11 août 2023. La présidente Sophia Hwang-Judiesch explique que la boutique éphémère est l'ingrédient clé de la stratégie d'expansion mais également permet d'explorer et tester de nouveaux marchés. Finalement, en septembre de la même année, HBC fait l'annonce que tous les magasins La Baie d'Hudson comporteront une boutique éphémère Zellers.

## Publicité

### Slogans
Plusieurs slogans furent utilisés par Zellers :
- au début des années 1980: « Les bas prix de Zellers sont en manchettes » ;
- dans les années 1980: « Shopping anywhere else is pointless » (« Il n'y a pas de but de magasiner ailleurs. » À noter que « pointless » a deux significations, soit « sans but » ou « sans points ». La dernière fait référence aux points Club Z offerts à l'époque ;
- à la fin des années 1980 et années 1990: « Where the lowest price is the law! » (« Où le prix le plus bas fait loi! », suivi d'« Où le prix le plus bas fait loi tous les jours » et de « Parce que le prix le plus bas fait loi » comme révisions) ;
- à la fin des années 2000: « Everything from A to Z » (« Tout de A à Z »).

### Mascotte

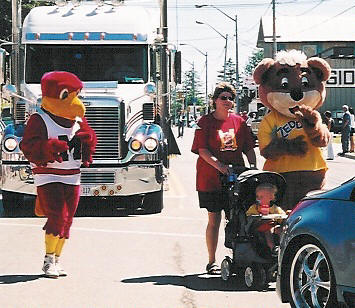
Zeddy (à droite) se promène dans une parade (début des années 2000)

Zeddy est un nounours utilisé en tant que mascotte par Zellers. Sa première apparition a eu lieu au milieu des années 1980 pour une campagne publicitaire, et le nounours était très populaire lors du début des années 1990. Le but principal de Zeddy était d'annoncer la section Toyland des magasins Zellers dans laquelle on retrouvait un bon nombre de jouets. Zellers offrait une peluche Zeddy à chaque enfant qui célébrait sa fête au restaurant du magasin. Les fêtes d'enfant étaient animées par un employé costumé en Zeddy. Il existait également des jouets Zeddy vendus.
Plusieurs magasins avaient un manège, La roue de Zeddy, semblable à une grande roue mais en bien plus petite, soit un siège pour enfant accroché à une roue verticale. Le coût d'un tour sur la roue de Zeddy était de 1 $ par tour, pendant lequel de la musique jouait. Dans les moments d'inactivité, Zeddy disait en français : « Bonjour, montez tous avec moi sur la roue de Zeddy ! » (en anglais : "Come ride with me! All aboard the Zeddy Wheel!") afin d'attirer des clients. Zeddy a cessé d'être la mascotte de Zellers en 2005. Malgré cela, la roue de Zeddy demeure présente dans la plupart des magasins, et la voix de Zeddy y est toujours présente. Certaines roues n'affichent plus le gros autocollant de Zeddy, mais plutôt de petits autocollants génériques. Tous ces manèges seront vendus avant la fermeture des magasins.
Zeddy a également été utilisé en tant que marque pour produits de bébés, comme des couches et divers autres produits.
Lors de la campagne "Festive Finale" en 2011, Zeddy a été réintroduit dans les dépliants publicitaires pour la section Toyland de Zellers, et ce pour la dernière fois avant la fermeture des magasins.

## Emplacements des magasins
Les emplacements annoncés le 18 janvier 2023:
- Alberta:
  - Calgary
  - Edmonton
  - Medicine Hat
- Colombie-Britannique:
  - Abbotsford
  - Kamloops
  - Surrey
  - Vancouver
- Manitoba:
  - Winnipeg
- Nouvelle-Écosse:
  - Cap-Breton
  - Halifax
- Ontario:
  - Burlington
  - Cambridge
  - Kingston
  - London
  - Mississauga
  - Ottawa (2 points de vente)
  - St. Catharines
  - Toronto
- Québec:
  - Gatineau
  - Montréal
  - Québec
  - Rosemère
  - Sherbrooke
- Saskatchewan:
  - Saskatoon